# Drama of Exile
Albums de Nico
June 1, 1974
(1974) Do or Die: Nico in Europe
(1982)
Drama of Exile est un album de la chanteuse Nico, sorti en 1981.

## Titres
Toutes les chansons sont de Nico, sauf indication contraire.
1. Genghis Khan – 3:52
2. Purple Lips – 4:10
3. One More Chance – 5:38
4. Henry Hudson – 3:54
5. I'm Waiting for the Man (Lou Reed) – 4:13
6. Sixty/Forty – 4:50
7. The Sphinx – 3:30
8. Orly Flight – 3:55
9. Heroes (David Bowie, Brian Eno) – 6:06